# 大松沢村
大松沢村（おおまつざわむら）は、昭和29年（1954年）まで宮城県黒川郡の北東部にあった村。現在の大郷町北部にあたる。

## 沿革
- 明治22年（1889年）4月1日 - 町村制施行にともない、旧来の大松沢村単独で村制施行。
- 昭和29年（1954年）7月1日 - 大谷村・粕川村と合併し、大郷村となる。

## 行政

### 歴代村長
| 代 | 氏名       | 就任                  | 退任                      | 備考 |
| -- | ---------- | --------------------- | ------------------------- | ---- |
| 1  | 高橋仲之助 | 明治22年（1889年）4月 | 明治36年（1903年）5月     |      |
| 2  | 千坂万五郎 | 明治36年（1903年）5月 | 明治38年（1905年）3月     |      |
| 3  | 石川勘治   | 明治38年（1905年）3月 | 明治43年（1910年）5月     |      |
| 4  | 伊藤俊長   | 明治43年（1910年）5月 | 大正5年（1916年）10月     |      |
| 5  | 平井桂芸   | 大正6年（1917年）1月  | 大正6年（1917年）10月     |      |
| 6  | 宮沢実周   | 大正6年（1917年）11月 | 大正10年（1921年）11月    |      |
| 7  | 千坂直人   | 大正11年（1922年）3月 | 大正12年（1923年）2月     |      |
| 8  | 石川勘治   | 大正12年（1923年）4月 | 昭和2年（1927年）4月      | 再任 |
| 9  | 高橋渉     | 昭和2年（1927年）4月  | 昭和6年（1931年）10月     |      |
| 10 | 高橋儀四郎 | 昭和7年（1932年）2月  | 昭和15年（1940年）2月     |      |
| 11 | 西塚源三郎 | 昭和15年（1940年）3月 | 昭和16年（1941年）8月     |      |
| 12 | 平井猛夫   | 昭和16年（1941年）8月 | 昭和20年（1945年）8月     |      |
| 13 | 武藤英一   | 昭和20年（1945年）8月 | 昭和21年（1946年）11月    |      |
| 14 | 石川信     | 昭和22年（1947年）4月 | 昭和29年（1954年）6月30日 |      |